# 戏剧治疗
戏剧治疗（英語：Drama therapy）是将戏剧方法应用于协助个人内在成长，促进个人心理健康的治疗方法。戏剧治疗的适用领域非常广泛，在医院、学校、心理健康中心、监狱和职场等领域都可以看见其应用。戏剧治疗作为一种“表达性治疗”（或称“创造性艺术治疗”）的方法，有很多不同的表现形式和做法，也用作个案治疗、夫妻治疗、家庭治疗，或各种团体治疗。

## 发展历史
心理剧的创始人雅克布·莫雷诺是第一个将戏剧过程和剧场引入到心理治疗领域的人。但戏剧治疗的领域并没有止步于此，越来越多的戏剧技术被用作了治疗性干预的手段，如：角色扮演、剧场游戏、团体动力游戏、默剧、玩偶剧，以及一些其他的即兴戏剧的方法。通常，戏剧治疗对来访者有以下的帮助：解决问题；宣泄情绪；探索自我；理解那些对个人来说影响深刻的意象的意义；探索并超越适应不良的行为和人际互动模式。
戏剧治疗是一门综合性极强的学科，其的理论基础源自于戏剧、剧场、心理学、心理治疗、人类学、游戏，以及人际互动的程式和创造的过程。菲尔·琼斯（Phil Jones）在他的著作《戏剧治疗：理论、实践和研究》（Drama as Therapy: Theory, practice and research）中从以下三个方面描述了戏剧作为治疗方法出现的缘起：首先，很早以前，人们就发现了戏剧的治愈功能。可以从古人所使用的治疗仪式和不同种类的社会剧中发现这一点。亚里士多德是第一个正式提出戏剧的心理治疗功能的人，“宣泄”一词也是由他提出来的。这时亚里士多德所认为的戏剧的心理治疗作用主要指对社会的治愈，而非对个体的治疗。其次，二十世纪早期，医院剧场兴起，连同莫雷诺、叶夫列伊诺夫、伊尔金等人的工作，标志着人们对戏剧与治疗之间的关系有了新的认识，也成为了二十世纪后期戏剧治疗的大量涌现的基础。最后，受到二十世纪六十年代的实验剧场兴起，即兴戏剧的出现和普及，以及团体动力学、角色扮演和心理学的影响，戏剧治疗作为一种创造性艺术治疗的方法在二十世纪七十年代正式登场。
如今，世界各地都有了戏剧治疗的实践。在英国、德国、荷兰、加拿大、以色列和美国的一些院校开设了戏剧治疗的培训体系。

## 核心历程
菲尔·琼斯在《用戏剧治疗，在剧场生活》（Drama as Therapy）中说，戏剧治疗有九个核心程序。投射认同和戏剧距离是其中的两个。投射认同是指一个人感觉到其他人无法接近自己的感受的过程；戏剧距离指通过隐喻，能更容易与情绪和心理问题工作——通过隐喻，来访者与问题之间拥有了适当的距离，也就更能够忍受与之相关的痛苦。

## 成为戏剧治疗师
在美国和加拿大，北美戏剧治疗协会管理着注册戏剧治疗师的认证标准，并为戏剧治疗的硕士项目提供鉴定标准和选修课程。在北美，通过获取以下五个机构的硕士学位可成为注册戏剧治疗师：安迪亚克大学（位于西雅图）、莱斯利大学（位于剑桥）、纽约大学（位于纽约）、加利福尼亚整合学院（位于旧金山）以及康考迪亚大学（位于加拿大蒙特利尔）。除此之外，在相关领域获得硕士学位的人可以通过参与培训、参与实习及接受督导来获得注册资格。
在英国，相关的法定监管机构是健康专业委员会，专业机构是英国戏剧治疗协会。罗汉普顿大学、德比大学、中央演讲和戏剧学院、安格里亚鲁斯金大学开设了被健康专业委员会、英国戏剧治疗协会和卫生部认可的戏剧治疗研究生课程。
在中国，戏剧治疗是一个新兴的领域。2013年，戏剧治疗被引入中国。当下有阿波罗、心艺社、KnowYourself等少数机构在进行戏剧治疗相关工作。
大部分以上提到的大学都要求受训者完成一些特定学科的学位才能申请参与戏剧治疗的硕士项目，包括戏剧、心理学或其他相关专业。

## 实践
从某种程度上说，戏剧治疗领域中，各种技术和过程之间的关联性不强。但总的说来，它们之间也有共通性。角色和故事是戏剧治疗的基础。参与者从角色开始讲述故事或做出表演，并通过这个过程获得新的视角来认识人物和自己。另一个关键的基础是空间，即表演发生的地点。戏剧治疗的其他组成部分还有仪式、冲突、阻抗、自发性、距离和宣泄。
戏剧治疗帮助个人表达和澄清自己的行为和感受，教给个体管理自己情绪和行为的方法，以及协助个人超越那些困扰着自己的障碍。希望个人能够通过承担特定的角色来获取自我觉察，并从各种限制中解脱出来。虽然能通过戏剧治疗的过程获益良多，但它也可能是非常艰难的。有的时候，成长和发展需要漫长的过程，参与者可能因此对此过程失去兴趣。
虽然戏剧治疗可以做个案，但更多时候它被应用于团体和社群。大的戏剧治疗团体可能有上百位参与者，但通常的设置里，参与者在6-10人最佳。当戏剧治疗用作个案咨询的时候，它往往是私人的，不需要观察者存在。疗愈性的剧场不需要遵守以上的设置。疗愈性的剧场结合了应用戏剧和戏剧治疗的技术，它往往会邀请一些经挑选过的观众来参与，也就把它变得有些公开了。

## 流行文化
- 禁闭岛，精神病院第一次使用了戏剧治疗法试图治愈一个危险病人